# Oberköditz
Oberköditz ist ein Ortsteil der Stadt Königsee im Landkreis Saalfeld-Rudolstadt in Thüringen.

## Lage
Der Ort liegt im Naturpark Thüringer Wald östlich des Hauptortes Königsee. Durch den Ort verläuft die Bundesstraße 88.

## Geschichte
Unter dem Namen Obircoditz wurde das Dorf im Jahre 1335 erstmals erwähnt. Bis 1918 gehörte der Ort zur Oberherrschaft des Fürstentums Schwarzburg-Rudolstadt.
Am 1. Juli 1950 schlossen sich Oberköditz und Unterköditz zur neuen Gemeinde Köditz zusammen. Seit 1994 gehört der Ort zur Stadt Königsee.

## Sonstiges
- Ortsteilbürgermeister für Ober- und Unterköditz ist seit den Kommunalwahlen in Thüringen am 26. Mai 2024 Enrico Jahn.[3]
- Die Linie 15 der Omnibusverkehr Saale-Orla Rudolstadt GmbH stellt den Anschluss an die umliegenden Orte sicher.